# Niemoje
Niemoje (niem. Nehmen, Gross Nehmen) – dawna miejscowość położona na terenie obecnej gminy Zalewo, woj. warmińsko-mazurskiego.
Wieś wzmiankowana w dokumentach z roku 1315 i 1332 jako wieś pruska na 13 włókach. Pierwotna nazwa brzmiała Neymen lub Nemoy i jest pochodzenia pruskiego. W roku 1782 we wsi odnotowano 8 domów (dymów), natomiast w 1858 w jednym gospodarstwie domowym było ośmiu mieszkańców. W latach 1937–1939 było 21 mieszkańców.
Na mapie z początkowego XX w. w portalu meyersgaz.org we wskazanym miejscu jest jeden budynek bez przypisanej nazwy, w portalu nie jest znana proponowana nazwa niemiecka.
Nazwy Niemoje nie znaleziono w zestawieniach zmiany nazw miejscowości z niemieckich na polskie, jest wymieniona w publikacji z 1973 roku, jako niezamieszkany majątek, należący do powiatu morąskiego, gmina i poczta Zalewo.
Niemoje (niem. Nehmen See), dawniej jezioro położone między przysiółkami: Tarpno i Woryty Zalewskie. Osuszane od początku XX w., w na początku lat 70. XX w. pozostałości jeziora osuszono za pomocą systemu pomp. Według zdjęć satelitarnych z 2015 roku oraz gminnego systemu informacji przestrzennej teren byłego jeziora oznaczony jest ponownie jako woda, na mapach nie występuje nazwa tego obiektu fizjograficznego. Teren ten obejmuje działki w obrębie Pozorty i Barty, klasoużytek typu stawy i woda obejmuje na tych działkach ponad 80 ha. W planie zagospodarowania przestrzennego gminy Zalewo, w opisie wód gminy, teren ten jest opisany jako w Girgajnach, zlokalizowany jest staw rybny o pow. ok. 52 ha.
W XXI w. są to stawy rybne „hodowla ryb karpiowatych”.